# A Ferencvárosi TC 1905-ös szezonja
A Ferencvárosi TC 1905-ös szezonja szócikk a Ferencvárosi TC első számú férfi labdarúgócsapatának egy szezonjáról szól, mely összességében és sorozatban is az 5. idénye volt a csapatnak a magyar első osztályban. A klub fennállásának ekkor volt a 6. évfordulója.

## Mérkőzések
| Színmagyarázat | Színmagyarázat |
| -------------- | -------------- |
|                | Győzelem.      |
|                | Döntetlen.     |
|                | Vereség.       |

### Bajnokság (I. osztály) 1905
| 1905. február 19. |

| Ferencváros | 2 – 0       | Újpest |
| ----------- | ----------- | ------ |
| Weisz       | Jegyzőkönyv |        |

| Budapest |

| 1905. március 5. |

| Magyar AC | 0 – 2       | Ferencváros      |
| --------- | ----------- | ---------------- |
|           | Jegyzőkönyv | Lissauer Deutsch |

| Budapest |

| 1905. március 12. |

| 33 FC | 0 – 3       | Ferencváros   |
| ----- | ----------- | ------------- |
|       | Jegyzőkönyv | Weisz Pokorny |

| Budapest |

| 1905. március 25. |

| MTK | 2 – 2       | Ferencváros     |
| --- | ----------- | --------------- |
|     | Jegyzőkönyv | Pokorny Braun I |

| Budapest |

| 1905. április 2. |

| Postás SE | 0 – 0               | Ferencváros |
| --------- | ------------------- | ----------- |
|           | (0 – 0) Jegyzőkönyv |             |

| Budapest |

| 1905. április 30. |

| Ferencváros   | 3 – 0       | Fővárosi TC |
| ------------- | ----------- | ----------- |
| Weisz Braun I | Jegyzőkönyv |             |

| Budapest |

| 1905. május 7. |

| Magyar ÚE | 2 – 5       | Ferencváros        |
| --------- | ----------- | ------------------ |
|           | Jegyzőkönyv | Koródy Weisz Berán |

| Millenáris, Budapest |

| 1905. május 21. |

| Műegyetemi AFC | 0 – 14      | Ferencváros                |
| -------------- | ----------- | -------------------------- |
|                | Jegyzőkönyv | Berán Weisz Braun I Takács |

| Budapest |

| 1905. szeptember 17. |

| Újpest | 1 – 3       | Ferencváros  |
| ------ | ----------- | ------------ |
|        | Jegyzőkönyv | Pákay Koródy |

| Budapest |

| 1905. szeptember 24. |

| Ferencváros | 1 – 1       | Postás SE |
| ----------- | ----------- | --------- |
| Pákay       | Jegyzőkönyv |           |

| Budapest |

| 1905. október 11. |

| Ferencváros  | 3 – 1       | Magyar AC |
| ------------ | ----------- | --------- |
| Koródy Pákay | Jegyzőkönyv |           |

| Budapest |

| 1905. október 29. |

| Ferencváros               | 12 – 0      | Műegyetemi AFC |
| ------------------------- | ----------- | -------------- |
| Weisz Kovács Pákay Koródy | Jegyzőkönyv |                |

| Budapest |

| 1905. november 5. |

| Fővárosi TC | 3 – 3       | Ferencváros  |
| ----------- | ----------- | ------------ |
|             | Jegyzőkönyv | Weisz Koródy |

| Budapest |

| 1905. november 19. |

| Ferencváros | 1 – 2       | 33 FC |
| ----------- | ----------- | ----- |
| Weisz       | Jegyzőkönyv |       |

| Budapest |

| 1905. november 26. |

| Ferencváros | 0 – 0               | MTK |
| ----------- | ------------------- | --- |
|             | (0 – 0) Jegyzőkönyv |     |

| Millenáris, Budapest |

- A mérkőzés félbeszakadt. A két bajnoki pontot a Ferencváros kapta.

#### A végeredmény
|   | Csapat      | Játszott | GY | D | V  | L  | K  | GK  | Pont |         |
| - | ----------- | -------- | -- | - | -- | -- | -- | --- | ---- | ------- |
| 1 | FTC         | 16       | 11 | 4 | 1  | 54 | 12 | +42 | 26   | Bajnok  |
| 2 | Postás SE   | 15       | 11 | 4 | -  | 33 | 9  | +24 | 26   |         |
| 3 | MTK         | 16       | 10 | 3 | 3  | 55 | 11 | +44 | 23   |         |
| 4 | Újpesti TE  | 16       | 8  | 2 | 6  | 35 | 22 | +13 | 18   |         |
| 5 | Magyar AC   | 16       | 8  | 1 | 7  | 40 | 19 | +21 | 17   |         |
| 6 | Fővárosi TC | 15       | 4  | 4 | 7  | 29 | 30 | -1  | 12   |         |
| 7 | 33 FC       | 16       | 4  | 2 | 10 | 15 | 42 | -27 | 10   |         |
| 8 | MÚE         | 16       | 2  | 2 | 12 | 13 | 65 | -52 | 6    |         |
| 9 | MAFC        | 16       | 1  | - | 15 | 6  | 70 | -61 | 2    | Kiesett |

### Egyéb mérkőzések
| 1905. március 19. |

| Ferencváros | 1 – 0       | Vienna FC |
| ----------- | ----------- | --------- |
| Pokorny     | Jegyzőkönyv |           |

| Budapest |

- A mérkőzés félbeszakadt.

| 1905. május 14. |

| Újpest | 0 – 3       | Ferencváros     |
| ------ | ----------- | --------------- |
|        | Jegyzőkönyv | Braun I Pokorny |

| Budapest |

| 1905. június 1. |

| Budapesti TC | 3 – 1       | Ferencváros |
| ------------ | ----------- | ----------- |
|              | Jegyzőkönyv | Gorszky     |

| Budapest |

| 1905. június 11. |

| Ferencváros     | 3 – 2       | Sparta Praha |
| --------------- | ----------- | ------------ |
| Pokorny Gorszky | Jegyzőkönyv |              |

| Millenáris, Budapest |

## Külső hivatkozások
- A csapat hivatalos honlapja (magyarul)
- Az 1905-ös szezon menetrendje a tempofradi.hu-n (magyarul)